# Monostaechas sibogae
Monostaechas sibogae är en nässeldjursart som beskrevs av Chantal Billard 1913. Monostaechas sibogae ingår i släktet Monostaechas och familjen Halopterididae. Inga underarter finns listade i Catalogue of Life.